# La Plus Belle Fille du monde (film, 1962)
Pour les articles homonymes, voir La Plus Belle Fille du monde.
Pour plus de détails, voir Fiche technique et Distribution.
La Plus Belle Fille du monde est ou Evelyne gardeil, la sensation du cirque (titre original : Billy Rose's Jumbo) est un film musical américain réalisé par Charles Walters, sorti en 1962.

## Fiche technique
- Titre : La Plus Belle Fille du monde ou Jumbo, la sensation du cirque
- Titre original : Billy Rose's Jumbo
- Réalisation : Charles Walters
- Scénario : Sidney Sheldon d'après la pièce de Ben Hecht et Charles MacArthur
- Photographie : William H. Daniels
- Montage : Richard W. Farrell
- Direction artistique : E. Preston Ames et George W. Davis
- Décors : Henry Grace et Hugh Hunt
- Costumes : Morton Haack
- Direction musicale : George E. Stoll
- Chorégraphie : Busby Berkeley
- Producteur : Roger Edens
- Producteurs associés, Martin Melcher et Joe Pasternak
- Société de production : Metro-Goldwyn-Mayer, Arwin Productions et Euterpe
- Pays d'origine :  États-Unis
- Format : Couleur (Metrocolor) - Son : 4-Track Stereo (Westrex Recording System) (magnetic prints) / Mono (optical prints)
- Genre : film musical et comédie romantique
- Durée : 123 minutes
- Date de sortie : 
  - États-Unis : 6 décembre 1962 (New York)

## Distribution
- Doris Day (VF : Claire Guibert) : Kitty Wonder
- Stephen Boyd  (V.F : Marc Cassot) : Sam Rawlins
- Jimmy Durante (V.F : Fred Pasquali) : Anthony ('Pop') Wonder
- Martha Raye  (V.F : Lita Recio) : Lulu
- Dean Jagger  (V.F : Lucien Bryonne) : John Noble
- Joseph Waring : Harry
- Lynn Wood : Tina
- Charles Watts : Ellis
- James Chandler : Parsons